# Anthony Ainley
Anthony Ainley (Stanmore, 20 agosto 1932 – Harrow, 3 maggio 2004) è stato un attore britannico.

## Biografia
Figlio dell'attore Henry Ainley, la sua nascita venne registrata solo sei anni dopo, nel 1938, in quanto il padre lo aveva lasciato appena nato all'orfanotrofio insieme al fratello Timothy. La madre, Clarice Holmes, registrò i figli alla nascita con il suo cognome. Aveva un fratellastro di nome Richard, anch'esso attore. Morì nel 2004 a 71 anni a causa del cancro.

## Filmografia
- The Foreman Went to France (1942)
- Naked Evil (1966)
- Agente 007 - Si vive solo due volte (1967)
- Inspector Clouseau (1968)
- Joanna (1968)
- Oh! What a Lovely War (1969)
- The Blood on Satan's Claw (1970)
- Terrore al London College (Assault) (1971)
- The Land That Time Forgot (1975)

## Televisione
- It's Dark Outside (1965)
- The Golden Age (1967)
- Champion House (1967)
- Agente speciale (1968)
- The Champions (1968)
- Who-Dun-It (1969)
- Department S (1970)
- Biography (1970)
- Doomwatch (1971)
- Play for Today (1971)
- Elizabeth R (1971)
- Out of the Unknown (1971)
- Brett (1971)
- Hassan (1971)
- The Adventurer (1972)
- The Shadow of the Tower (1972)
- Clouds of Witness (1972)
- Spyder's Web (1972)
- BBC Play of the Month (1972)
- Warship (1973)
- Great Mysteries (1973)
- Su e giù per le scale (1973)
- The Pallisers (1974)
- Anne of Avonlea (1975)
- The Flight of the Heron (1976)
- The Fortune Hunters (1976)
- Within These Walls (1976)
- Nicholas Nickleby (1977)
- Secret Army (1977)
- Target (1977)
- The Devil's Crown (1978)
- Lillie (1978)
- Mackenzie (1980)
- Doctor Who (1981-1989)
- The Boy Who Won the Pools (1983)